# Joan Perry
Joan Perry (nacida Elizabeth Rosiland Miller; 7 de julio de 1911 – 16 de septiembre de 1996) fue una actriz de cine estadounidense.

## Primeros años
Perry asistió a la Plant High School en Tampa, Florida.

## Carrera
Perry adquirió experiencia como actriz participando en obras de teatro en Tampa, Florida. A principios de la década de 1930, trabajó como modelo en Nueva York. En 1935, se fue a Hollywood y firmó un contrato con Columbia Pictures, donde trabajó con actores como Ronald Reagan, Ralph Bellamy, Lew Ayres y Melvyn Douglas.
Tras su salida de Columbia a principios de la década de 1940, se fue a Warner Bros.; entre sus películas se incluyen International Squadron (1941) y Nine Lives Are Not Enough (1941).

## Vida personal
Perry se casó tres veces. El 30 de septiembre de 1941 se casó en la ciudad de Nueva York con el magnate de Columbia Pictures Harry Cohn, con quien permaneció casada hasta su muerte en 1958. Más tarde se casó con Harry Karl y, tras divorciarse de él, se casó con el actor Laurence Harvey. También se divorciaron. Tenía una casa en Palm Springs, California.
Tras la muerte de Harry Cohn, Perry y el actor Tab Hunter se hicieron amigos íntimos, y los medios de comunicación empezaron a especular sobre su relación, especialmente cuando el matrimonio de Joan con Harvey se enfrentaba a dificultades. Tras divorciarse de Harvey, Joan le propuso matrimonio a Hunter, pero a pesar de su profunda conexión, él la rechazó, prefiriendo mantener su amistad sin ninguna relación romántica.
Perry murió de enfisema en septiembre de 1996 a la edad de 85 años en Montecito, California. Está enterrada en el Hollywood Forever Cemetery de Hollywood, California.

## Filmografía
- Heir to Trouble (1935)
- Case of the Missing Man (1935)
- Gallant Defender (1935)
- Dangerous Intrigue (1936)
- The Mysterious Avenger (1936)
- Shakedown (1936)
- Meet Nero Wolfe (1936)
- Blackmailer (1936)
- Counterfeit Lady (1936)
- The Devil Is Driving (1937)
- Start Cheering (1938)
- Blind Alley (1939)
- Good Girls Go to Paris (1939)
- The Lone Wolf Strikes (1940)
- Maisie Was a Lady (1940)
- Strange Alibi (1940)
- Bullets for O'Hara (1940)
- International Squadron (1941)
- Nine Lives Are Not Enough (1941)